# Апостолидис, Кириакос
Кириакос Апостолидис — греческий футболист, выступавший на позициях защитника и нападающего. Он начал свою карьеру в NASL и закончил её, играя за ПАОК, в Греции. Апостолидис стал лучшим бомбардиром NASL в 1971 году и позже сыграл шесть матчей в греческой сборной. Он также тренировал команду из греческого Первого дивизиона, это был тот самый ПАОК.

## Молодёжная карьера и колледж
Апостолидис учился в Университете Сан-Франциско, где играл в мужской футбольной команде с 1964 по 1967 год. Позже он был принят в профессиональный футбол.

## Клубная карьера
В 1968 году Апостолидиса подписали «Ванкувер Роялс» из Североамериканской футбольной лиги. Роялс были расформированы в конце сезона, и Апостолидис переехал в «Даллас Торнадо». В 1969 году он играл на позиции защитника, заработав признание не только в команде, но и в NASL в целом. В 1970 году он попробовал себя в роли нападающего. Этот шаг сразу же окупился для Торнадо, так как Апостолидис лидировал в лиге по результативности, соревнуясь с Карлосом Метидьери до последнего матча. Он был выбран в 1970 году членом команды «Всех Звёзд» NASL. В 1971 году он занял четвёртое место в лиге по голам, однако покинул NASL в конце сезона, вернувшись в Грецию. Апостолидис подписал контракт с ПАОК из греческого Первого Дивизиона.

## Карьера в сборной
Апостолидис сыграл шесть матчей за сборную Греции в период между 1972 и 1976 годами. Его первой игрой стал проигрыш со счётом 5-0 в игре против Нидерландов 16 февраля 1972 года. Его последним матчем стала победа со счётом 1-0 над Польшей 6 мая 1976 года. В этой игре он заменил Илиоса Галакоса на 63-й минуте.